# ميك وول
ميك وول (بالإنجليزية: Mick Wall)‏ هو صحفي وكاتب ومقدم تلفزيوني بريطاني، ولد في 23 يونيو 1958 في المملكة المتحدة.

## وصلات خارجية
- ميك وول على موقع ميوزك برينز (الإنجليزية)
- ميك وول على موقع أول ميوزيك (الإنجليزية)
- ميك وول على موقع ديسكوغز (الإنجليزية)